# Joseph-Antoine Bell
Joseph-Antoine Bell (8 d'octubre de 1954) va ser un destacat futbolista camerunès dels anys 80 que jugava de Porter.

## Carrera esportiva
Va jugar al seu país natal, a més de Costa d'Ivori i Egipte abans de traslladar-se a França. En aquest país jugà a destacats clubs com Olympique de Marseille, FC Girondins de Bordeaux i AS Saint-Étienne.
Defensà els colors de la selecció del Camerun, amb la qual disputà les Copes del Món de 1982, 1990 i 1994, a més dels Jocs Olímpics de 1984 i diverses edicions de la Copa d'Àfrica de Nacions.
Fou nomenat porter africà del segle xx per la IFFHS.